# Station Łobez Południowy Wąskotorowy
Station Łobez Południowy Wąskotorowy was een spoorwegstation in de Poolse plaats Łobez aan de smalspoorlijn naar Stargard. De lijn is in 1991 gesloten voor passagiers en in 1995 voor goederen.